# Pagidolaphria
Pagidolaphria is een vliegengeslacht uit de familie van de roofvliegen (Asilidae).

## Soorten
- P. chrysotelus (Walker, 1855)
- P. egregia (Wulp, 1898)
- P. gigas (Macquart, 1838)